# Adrian Bajrami
Adrian Bajrami (Langenthal, 5 aprile 2002) è un calciatore albanese con cittadinanza svizzera, difensore del Lucerna, in prestito dal Benfica, e della nazionale albanese.

## Carriera

### Club
È cresciuto nelle giovanili di Langenthal, TOBE e Young Boys, per poi venire acquistato dal Benfica nel 2018. Il 29 ottobre 2019 ha firmato il suo primo contratto professionistico ed il 24 aprile 2022 ha esordito con la squadra B nell'incontro di Segunda Liga perso 2-1 contro l'Académico de Viseu.
Ha esordito con la prima squadra dei lusitani il 14 gennaio 2025 nell'incontro di Coppa di Portogallo vinto 3-1 contro il Farense ed il 23 aprile è andato a segno nella sfida di ritorno della semifinale vinta 4-0 contro la Tirsense.

### Nazionale
Nel 2019 ha giocato sia per la Svizzera Under-18 che per l'Albania Under-19. Nel maggio del 2022 è stato convocato dalla nazionale maggiore albanese per una serie di amichevoli ed ha debuttato il 13 giugno contro l'Estonia.

## Statistiche

### Presenze e reti nei club
Statistiche aggiornate al 21 luglio 2025.
| Stagione        | Squadra         | Campionato      | Campionato | Campionato | Coppe nazionali | Coppe nazionali | Coppe nazionali | Coppe continentali | Coppe continentali | Coppe continentali | Altre coppe | Altre coppe | Altre coppe | Totale | Totale | Totale |
| Stagione        | Squadra         | Comp            | Pres       | Reti       | Comp            | Pres            | Reti            | Comp               | Pres               | Reti               | Comp        | Pres        | Reti        | Pres   | Reti   |        |
| --------------- | --------------- | --------------- | ---------- | ---------- | --------------- | --------------- | --------------- | ------------------ | ------------------ | ------------------ | ----------- | ----------- | ----------- | ------ | ------ | ------ |
| 2021-2022       | Benfica B       | SL              | 2          | 0          |                 | -               | -               |                    | -                  | -                  |             | -           | -           | 2      | 0      |        |
| 2022-2023       | Benfica B       | SL              | 23         | 2          |                 | -               | -               |                    | -                  | -                  |             | -           | -           | 23     | 2      |        |
| 2023-2024       | Benfica B       | SL              | 29         | 2          |                 | -               | -               |                    | -                  | -                  |             | -           | -           | 29     | 2      |        |
| 2024-2025       | Benfica B       | SL              | 2          | 0          |                 | -               | -               |                    | -                  | -                  |             | -           | -           | 1      | 0      |        |
| 2024-2025       | Benfica         | PL              | 1          | 0          | CP+Cdl          | 3+0             | 1+0             | UCL                | 0                  | 0                  | Cmc         | 2           | 0           | 6      | 1      |        |
| Totale carriera | Totale carriera | Totale carriera | 57         | 4          |                 | 3               | 1               |                    | 0                  | 0                  |             | 2           | 0           | 62     | 5      |        |

### Cronologia presenze e reti in nazionale
| Cronologia completa delle presenze e delle reti in nazionale ― Albania | Cronologia completa delle presenze e delle reti in nazionale ― Albania | Cronologia completa delle presenze e delle reti in nazionale ― Albania | Cronologia completa delle presenze e delle reti in nazionale ― Albania | Cronologia completa delle presenze e delle reti in nazionale ― Albania | Cronologia completa delle presenze e delle reti in nazionale ― Albania | Cronologia completa delle presenze e delle reti in nazionale ― Albania | Cronologia completa delle presenze e delle reti in nazionale ― Albania |
| Data                                                                   | Città                                                                  | In casa                                                                | Risultato                                                              | Ospiti                                                                 | Competizione                                                           | Reti                                                                   | Note                                                                   |
| ---------------------------------------------------------------------- | ---------------------------------------------------------------------- | ---------------------------------------------------------------------- | ---------------------------------------------------------------------- | ---------------------------------------------------------------------- | ---------------------------------------------------------------------- | ---------------------------------------------------------------------- | ---------------------------------------------------------------------- |
| 13-6-2022                                                              | Tirana                                                                 | Albania                                                                | 0 – 0                                                                  | Estonia                                                                | Amichevole                                                             | -                                                                      |                                                                        |
| 16-11-2022                                                             | Tirana                                                                 | Albania                                                                | 1 – 3                                                                  | Italia                                                                 | Amichevolel                                                            | -                                                                      | 71’                                                                    |
| 19-11-2022                                                             | Tirana                                                                 | Albania                                                                | 2 – 0                                                                  | Armenia                                                                | Amichevole                                                             | -                                                                      |                                                                        |
| 11-6-2025                                                              | Riga                                                                   | Lettonia                                                               | 1 – 1                                                                  | Albania                                                                | Qual. Mondiali 2026                                                    | -                                                                      | 69’                                                                    |
| Totale                                                                 |                                                                        | Presenze                                                               | 4                                                                      |                                                                        | Reti                                                                   | 0                                                                      |                                                                        |